# Сантіс
Сантіс (ісп. Santiz) — муніципалітет в Іспанії, у складі автономної спільноти Кастилія-і-Леон, у провінції Саламанка. Населення — 272 особи (2010).
Муніципалітет розташований на відстані близько 200 км на північний захід від Мадрида, 32 км на північний захід від Саламанки.

## Демографія
Динаміка населення (INE ):

## Галерея зображень

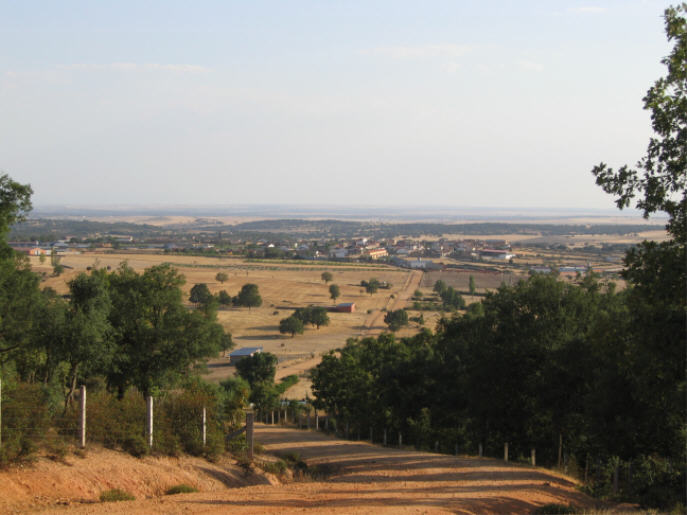
Сантіс
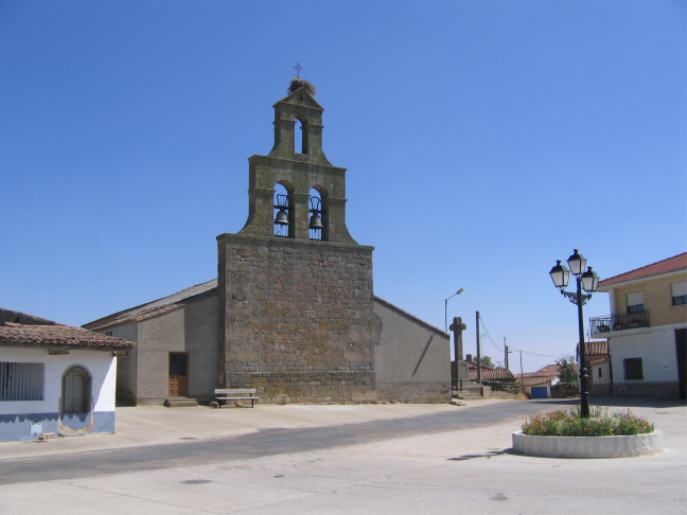
Церква у Сантісі

## Зовнішні посилання
- Провінційна рада Саламанки: індекс муніципалітетів [Архівовано 23 квітня 2009 у Wayback Machine.]
- Посилання на Google Maps